# Andrei Grigorjewitsch Michailow
Andrei Grigorjewitsch Michailow (russisch Андрей Григорьевич Михайлов; geboren 5. Oktober 1984) ist ein russischer Bogenbiathlet.
Andrei Michailow aus Belorezk startete für Republik Baschkortostan und wurde wie Jelena Scharafutdinowa von W. Awerjanow trainiert. Er erreichte seinen größten internationalen Erfolg bei den bislang letzten ausgetragenen internationalen Meisterschaften in der Sportart, den Bogenbiathlon-Europameisterschaften 2008 in Moskau. Im Sprintrennen gewann er vor Wladimir Jewtjukow und Pawel Borodin den Titel, im Verfolgungsrennen musste er Andrei Jewsjukow an sich vorbeiziehen lassen, blieb aber vor Borodin und gewann Silber. Einzig im Massenstartrennen verpasste Michailow als Viertplatzierter um 7,8 Sekunden hinter Kirill Malzew, Pawel Borodin und Wladimir Jewtjukow den Gewinn einer weiteren Medaille. Gemeinsam mit Andrei Jewsjukow wurde er drittbester Bogenschütze der Titelkämpfe. 2012 gehörte er noch zu den Kandidaten für die russische Nationalmannschaft im Bogenbiathlon, wurde danach aber nicht mehr berücksichtigt.